# Sigismondo Polcastro
Sigismondo Polcastro, latinizzato come Sigismundus de Polcastris (Vicenza, 1384 – Padova, 1473), è stato un medico italiano del XV secolo.

## Biografia
Nacque nel 1384 forse a Vicenza da Girolamo, un giureconsulto di antica famiglia di Vicenza e dalla padovana Maddalena Volpe. Si trasferì a Padova, quando era ancora ragazzo, assieme alla famiglia.
Ricevette un dottorato in lettere presso l'Università di Padova nel 1412, insegnò filosofia naturale dal 1419 al 1426, ottenne il dottorato in medicina nel 1424 e insegnò medicina dal 1426 al 1464 o 1465 (con un'interruzione nel 1448 per visitare altre università). Godette di numerose conoscenze tra l'aristocrazia della Repubblica di Venezia grazie alla sua professione di medico. Scrisse alcune opere di argomento medico, delle quali sono sopravvissute solo le sue Questiones.
Si sposò due volte; dal primo matrimonio nacquero almeno due figli, dal secondo sei. Il patrimonio di famiglia, alimentato dagli attenti investimenti immobiliari di Sigismondo, giunse fino al XIX secolo con l'ultimo esponente Girolamo Polcastro.
Morì nel 1473 a Padova, venendo sepolto nella Chiesa degli Eremitani.
Nel 2016 è stato dichiarato il capostipite del più grande gruppo di matematici nel Mathematics Genealogy Project, che raggruppa i matematici per relazioni insegnante-studente, tramite il suo allievo Pietro Roccabonella.